# 厌氧鞭菌属
厌氧鞭菌属是新美鞭菌门新美鞭菌科真菌的一属。其学名来自古希腊语词根anaero-（厌氧）和mykēs（真菌），指该属和新美鞭菌门其他各属真菌一样，为生活在食草动物消化道内的厌氧性真菌。